# Eek (Alaska)
Eek es una ciudad situada en el área censal de Bethel en el estado estadounidense de Alaska. Según el censo de 2010 tenía una población de 296 habitantes.

## Demografía
Según el censo de 2010, Eek tenía una población en la que el 2,4% eran blancos, 0,0% afroamericanos, 97,6% amerindios, 0,0% asiáticos, 0,0% isleños del Pacífico, el 0,0% de otras razas, y el 0,0% pertenecían a dos o más razas. Del total de la población el 0,0% eran hispanos o latinos de cualquier raza.

## Localidades adyacentes
El siguiente diagrama muestra a las localidades más próximas a Eek.